# Cyornis djampeanus
El papamoscas de Tanah Jampea (Cyornis djampeanus) es una especie de ave paseriforme de la familia Muscicapidae. Anteriormente se consideraba subespecie de Cyornis omissus y otros de Cyornis rufigastra.

## Distribución y hábitat
Es endémica de Tanah Jampea y Kalao, en las islas Selayar (Indonesia).